# Nejc Pečnik
Pour les articles homonymes, voir Pecnik (homonymie).
Ne doit pas être confondu avec Nejc Pačnik.
Nejc Pečnik (né le 3 janvier 1986 à Dravograd) est un footballeur international slovène évoluant au poste de milieu offensif.

## Palmarès
Publikum Celje
- Vainqueur de la Coupe de Slovénie en 2005

 Étoile rouge de Belgrade
- Champion de Serbie en 2014